# Gaston Auger-Stève
Pour les articles homonymes, voir Auger et Stève.
Gaston Auger-Stève, né à Meaux, est un peintre et graveur français.

## Biographie
Membre de la Société des artistes indépendants, on lui doit des bois gravés, notamment pour des revues.